# What the Bleep do we (k)now!?
What the Bleep do we (k)now!? – Ich weiß, dass ich nichts weiß! (2004, Originaltitel: What the Bleep Do We Know!? oder What the #$*! Do We (K)now!?) ist ein US-amerikanischer Film, der mit Mitteln des Dokumentarfilms arbeitet. Der Film stellt eine Verbindung her zwischen Phänomenen der Quantenphysik und Neurologie einerseits, Spiritualität und Mystik andererseits. Er ist in eine Rahmenhandlung eingebettet, anhand derer der Betrachter mit Interpretationsproblemen der Quantenphysik und deren Verknüpfung zum menschlichen Bewusstsein konfrontiert wird sowie mit Funktionen des menschlichen Körpers und möglichen Wechselwirkungen zwischen subjektiver Wahrnehmung und Reflexion auf den Raum- und Zeitereignishorizont.

## Inhalt
Die junge Fotografin Amanda, gespielt von der gehörlosen Oscar-Gewinnerin Marlee Matlin, stellt sich, ausgehend von alltäglichen Lebenssituationen und eigenen einschneidenden Erlebnissen in ihrer Vergangenheit, grundlegende Fragen über ihr eigenes Leben: „Was ist der Sinn des Lebens? Wer bin ich?“ Diese fiktionale Rahmenhandlung wird durch einen dokumentarischen Teil des Films begleitet, welcher in der Darstellung von Ansichten von wissenschaftlichen Außenseitern und kommentierten Computeranimationen in Erscheinung tritt, wobei versucht wird, die aufgeworfenen komplexen Fragen verständlich und anschaulich zu beantworten.

## Erfolg
In den USA zog der Film über eine Million Menschen in die Kinos und spielte dabei 12 Millionen US-Dollar ein. Die deutsche Fassung wurde von Horizon Film in die Kinos gebracht und erreichte über 270.000 Zuschauer in den Kinos. Dies brachte den Film in die TOP 25 der meistgesehenen Dokumentarfilme aller Zeiten.
Bleep Teil 2 – down the rabbit hole – das Mysterium geht weiter wurde im November 2007 auf DVD herausgebracht.

## Titel
Der Originaltitel suggeriert zwar das Schimpfwort fuck, ersetzt es aber durch eine Reihe von Satzzeichen („#$*!“) oder durch das englische Wort bleep („Piep“), was wiederum an das insbesondere in amerikanischen Medien gebräuchliche und zur Wahrung von FCC-Regeln erforderliche Bleeping von Obszönitäten erinnern soll. Der Film wird daher häufig auch kurz als Bleep bezeichnet. Außerdem wird der Film auch unter inhaltlich identischen, aber typographisch und orthographisch veränderten Titeln wie What tHe βLēēΡ DΘ ωΣ (k)πow!? vermarktet.
Die direkte deutsche Übersetzung würde zum einen etwa Was zum Kuckuck wissen wir denn schon!? lauten. In die deutschen Kinos kam er unter dem Titel What the Bleep do we (k)now!? | Ich weiß, dass ich nichts weiß!

## Rezeption durch Wissenschaftler
Einige der im Film vorkommenden Konzepte, die bestritten werden, sind die von Masaru Emoto verbreitete Behauptung, Wassermoleküle könnten durch Gedanken beeinflusst werden, die Behauptung der Anhänger des Maharishi Mahesh Yogi, Meditation könne Gewaltverbrechen verringern, und die Ansicht, aus der Quantenphysik folge, dass „Bewusstsein die Grundlage allen Seins sei“.
Richard Dawkins stellte fest, dass „den Autoren nicht klar ist, ob ihr Thema Quantentheorie oder Bewusstsein ist. Beide sind tatsächlich mysteriös, und ihre echten Rätsel brauchen den Hype nicht, mit dem dieser Film unerbittlich und laut darauf herumreitet“, und kommt zu dem Schluss, der Film sei Quatsch. Der britische Physiker Clive Greated schrieb, dass „Gedanken über Neurologie und Sucht detailliert behandelt werden, aber Bezüge zur Quantenphysik nur genannt, aber nicht weiter verfolgt werden, was die Botschaft wirr macht“. Trotz seiner Einwände empfiehlt er, sich den Film anzuschauen, in der Hoffnung, „dass es in Großbritannien ein Kultfilm wird wie in den Vereinigten Staaten. Naturwissenschaft und Ingenieurwissenschaft sind wichtig für unsere Zukunft, und alles, das sie der Öffentlichkeit nahebringt, kann nur gut sein.“ Der freie Wissenschaftsjournalist Simon Singh meinte, die Vorstellung, dass „das Beobachten von Wasser dessen molekulare Struktur ändere und dass, weil wir zu 90 % aus Wasser bestünden, wir uns wegen der Gesetze der Quantenphysik durch Selbstbeobachtung auf einer grundlegenden Ebene ändern könnten, [sei] lächerliches Gewäsch.“ Laut João Magueijo, Professor für theoretische Physik am Imperial College, zitiert der Film die Wissenschaft absichtlich falsch. Die Zeitschrift der American Chemical Society kritisiert den Film als „pseudowissenschaftliches Dokudrama […] Zu den haarsträubendsten Behauptungen gehören, dass Menschen rückwärts in der Zeit reisen können und dass Materie in Wirklichkeit Gedanke ist.“
Das zentrale Thema des Films – dass die Quantenmechanik behaupte, ein bewusster Beobachter könne die physikalische Realität ändern – hat Bernie Hobbs, ein Wissenschaftsjournalist bei ABC Science Online, widerlegt. Hobbs erklärt: „Bei dem Beobachtereffekt der Quantenphysik geht es nicht um Menschen oder um Realität. Er kommt von der Heisenbergschen Unschärferelation, und es geht um die Beschränkungen beim Messen der Position und des Impulses von subatomaren Teilchen […] Das ist nur auf subatomare Teilchen anwendbar – ein Stein ist nicht darauf angewiesen, dass Sie sich daran stoßen, um zu existieren. Er ist da. Die subatomaren Teilchen, aus denen die Atome des Steins bestehen, sind auch da.“ Hobbs behandelt auch Hagelins Experiment mit der Transzendentalen Meditation und der Kriminalitätsrate in Washington D.C.: „Tatsächlich stieg die Zahl der Morde an.“ Weiters kritisierte Hobbs, dass der Film auch den „Zehn-Prozent-Mythos“ verbreitet, nach dem Menschen angeblich nur zehn Prozent ihres Gehirns tatsächlich benutzen würden.
Ken Wilber, einer der Autoren der integralen Weltsicht, die rationale und spirituelle Gedanken vereint, kritisiert den Film als „albtraumartigen Quanten-Unfug“, weil von subatomaren Bewegungen nicht direkt auf mentale Phänomene geschlossen werden könne.
David Albert, ein Physiker, der in dem Film vorkommt, warf den Filmemachern vor, das Interview mit ihm selektiv editiert zu haben, so dass es aussieht, als ob er die These des Films unterstütze, dass die Quantenmechanik mit dem Bewusstsein verknüpft sei. Er hege „tiefe Abneigung gegen Versuche, Quantenmechanik und Bewusstsein zu verknüpfen.“

## Trivia
- J. Z. Knight, die während des Films interviewt wird und von sich selbst behauptet, das Medium eines 35.000 Jahre alten Geisteswesens namens Ramtha zu sein, ist die Gründerin von Ramtha’s School of Enlightenment. Die drei Regisseure waren Studenten an dieser Schule.[8][9]
- Der Film erhielt 2004 den Pigasus Award für Betrügereien mit angeblich parapsychologischem Hintergrund durch James Randi.